# Raúl Fernández
Raúl Omar Fernández Valverde (Lima, 6 oktober 1985) is een Peruviaans voetballer die dienst doet als doelman. Hij verruilde in 2015 FC Dallas voor Universitario de Deportes.

## Clubcarrière
Fernández begon zijn carrière bij het Peruviaanse Universitario waar hij op 31 juli 2005 tegen Unión Huaral zijn debuut maakte. In december van 2010 tekende hij bij het Franse Nice. Vervolgens werd hij voor een half jaar verhuurd aan zijn oude club, Universitario. Op 19 november 2011 maakte hij tegen Saint-Étienne zijn debuut in de Ligue 1. Na slechts twee gespeelde competitiewedstrijden bij Nice tekende hij op 10 januari 2013 bij het Amerikaanse FC Dallas. Daar maakte hij op 3 maart 2013 tegen Colorado Rapids zijn debuut. Hij speelde in zijn eerste seizoen bij FC Dallas in zesentwintig competitiewedstrijden. Daarnaast startte hij in de basis in de MLS All-Star wedstrijd tegen AS Roma.
Op 1 januari 2015 maakte hij de overstap van FC Dallas naar het Peruviaanse Universitario de Deportes.

## Interlandcarrière
Fernández maakte zijn debuut voor Peru in 2008 in een vriendschappelijke wedstrijd tegen Costa Rica.